# 格陵兰半突虫
格陵兰半突虫（学名：Phyllodoce groenlandica）为叶须虫科叶须虫属的动物。分布于绕北极区向南伸向北大西洋、马萨诸塞、英吉利海峡、日本海、加利福尼亚沿岸，包括黄海等海域，属于北极-北温带种。其一般生活于浅海区、水深6-200m以及底质主要为砾石、泥和有石块及贝壳的泥质海底。其生存的海拔范围为-1000至-6米。